# Колония (Львовская область)
Колония (укр. Колонія) — село в Бисковичской сельской общине Самборского района Львовской области Украины.
Население по переписи 2001 года составляло 17 человек. Занимает площадь 0,22 км². Почтовый индекс — 81420. Телефонный код — 3236.